# 타이니탄
타이니탄은 한국의 보이그룹 방탄소년단의 실물을 모티브로, 방탄소년단과 R&B 스튜디오, HYBE가 합작하여 만든 캐릭터이다. 방탄소년단은 캐릭터의 스타일, 제품 기획 등 전 과정에 직접 참여하여 총 7종의 미니 캐릭터를 만들었다.

## 첫 등장
타이니탄'은 2019년 10월 공개되었던 트레일러 영상에서 처음 등장했다. 그때 나오는 '타이니탄' 모습은 베타 버전의 모습이라 그런지 전체적인 완성도와 모습에서 지금 형태와 차이점이 있었다.
첫 공개 이후 '타이니탄'은 빅히트 IP (지식 재산권) 사업 담당 독립 법인인 빅히트 아이피 내 R&D스튜디오에서 기획부터 캐릭터 개발, 애니메이션 제작까지 50여 명의 전문 인력과 함께 제작되었다.